# Luna 14
Luna 14 (E-6LS series) là một nhiệm vụ không gian không người lái của chương trình Luna của Liên Xô điều hành. Nó cũng được gọi là Lunik 14.
Tàu vũ trụ này được cho là tương tự như Luna 12 và thiết bị tương tự như Luna Luna 10. Nó cung cấp dữ liệu cho các nghiên cứu về sự tương tác của Trái Đất và Mặt Trăng, trường hấp dẫn Mặt Trăng, sự truyền bá và ổn định của truyền thông vô tuyến với phi thuyền ở các vị trí quỹ đạo khác nhau, các hạt tích điện Mặt trời và các tia vũ trụ, và chuyển động của Mặt Trăng. Chuyến bay này là chuyến bay cuối cùng của thế hệ thứ hai của chuỗi tàu vũ trụ Luna.
Luna 14 đã thành công bay vào quỹ đạo Mặt Trăng lúc 19:25 UT ngày 10 tháng 4 năm 1968. Các tham số quỹ đạo ban đầu là 160 × 870 km ở độ nghiêng 42 °. Mục tiêu chính của chuyến bay là kiểm tra các hệ thống thông tin liên lạc để hỗ trợ cho dự án hạ cánh Mặt Trăng thí điểm N1-L3. Theo dõi mặt đất của quỹ đạo của tàu vũ trụ cũng cho phép các bộ điều khiển lập bản đồ chính xác các dị thường trong trọng lực Mặt Trăng để dự đoán quỹ đạo của các sứ mệnh hạ cánh trên Mặt Trăng tương lai như các phương tiện hạ cánh LTK và LK. Luna 14 cũng mang dụng cụ khoa học để nghiên cứu các tia vũ trụ và các hạt tích điện từ mặt trời, mặc dù rất ít chi tiết đã được tiết lộ.